# 金剛山 (佐渡島)
金剛山（日语：／ Kongō-san */?），位於日本新潟縣佐渡市的山，標高962.2公尺。附近的旅遊景點有佐渡金山、金北山等。